# Lotniskowce typu Essex

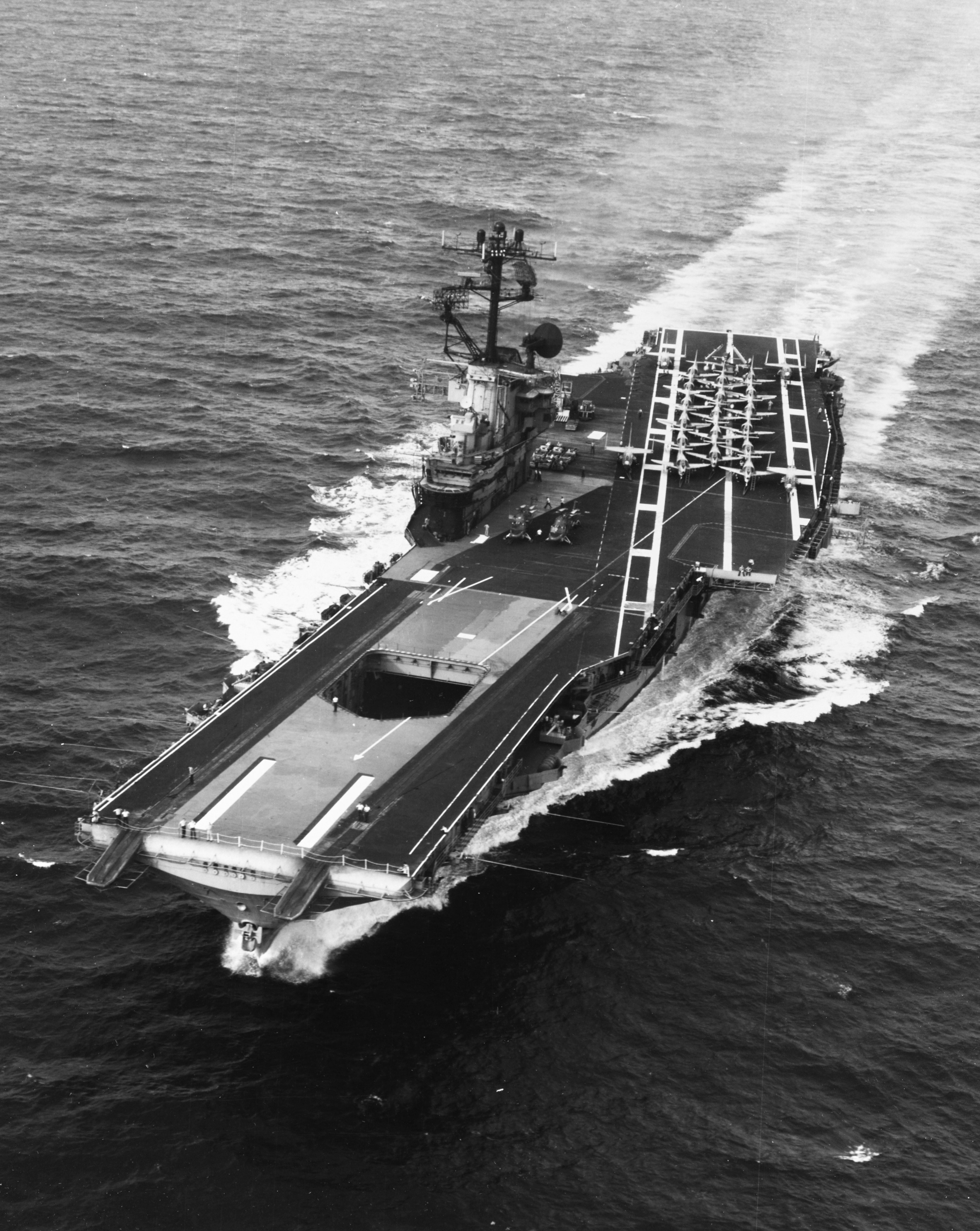
USS „Intrepid” w 1968 po powojennej przebudowie (modyfikacja SCB 125)

Lotniskowce typu Essex były podstawowymi dużymi lotniskowcami floty amerykańskiej podczas II wojny światowej. Ogółem wprowadzono do służby 24 jednostki tego typu, z budowy 8 kolejnych jednostek zrezygnowano po zakończeniu wojny. W trakcie budowy okręty były nieustannie ulepszane, z reguły przez rozbudowę artylerii przeciwlotniczej.
Okręty typu dzieli się na 10 lotniskowców podstawowego typu Essex i 14 ulepszonego typu, traktowanego czasem jako osobny typ Ticonderoga. Pierwsze lotniskowce typu Essex weszły do służby w roku 1943. 14 okrętów zdążyło wziąć udział w walkach II wojny światowej na Pacyfiku. W trakcie walk kilka z nich zostało ciężko uszkodzonych przez ataki japońskich kamikaze, ale żaden z nich nie zatonął. Wynikało to po części z ich konstrukcji, w której hangar nie stanowił integralnej części kadłuba a jedynie lekką konstrukcję umieszczoną pod pokładem startowym, Właściwe opancerzenie znajdowało się pod hangarami – takie rozwiązanie chroniło żywotne części okrętu przed uderzeniem bomb, jednak po każdorazowym trafieniu okręty były ciężko uszkodzone.
Po wojnie większość okrętów klasy pozostała w służbie czynnej. 14 z nich poważnie zmodyfikowano według programów SCB-27C i SCB-125, by umożliwić przenoszenie samolotów odrzutowych – poza wymianą wyposażenia zmiany polegały przede wszystkim na wzmocnieniu wytrzymałości pokładów i katapult oraz poszerzeniu pokładu do lądowania i odchyleniu go w kierunku lewej burty. Trzy okręty przebudowano w latach 60. na śmigłowcowce desantowe, przystosowane do przenoszenia 40 śmigłowców i zakwaterowania 1650 żołnierzy desantu (USS „Boxer”, „Princeton” i „Valley Forge”). Większość jednostek wycofano ze służby na przełomie lat 60. i 70. Lotniskowiec „Lexington” służył jako okręt szkolny aż do 1991.
Cztery okręty tej klasy zachowano jako okręty muzealne: USS „Yorktown” w Charlestonie, USS „Lexington” w Corpus Christi, USS „Intrepid” w Nowym Jorku i USS „Hornet” w Alamedzie, niedaleko San Francisco w Kalifornii. USS „Oriskany” został zatopiony 17 maja 2006 u brzegów Florydy, aby stworzyć sztuczną rafę na głębokości 65 metrów dostępną dla płetwonurków.

## Ukończone okręty typuEssex
|                                 | położenie stępki | wodowanie | oddanie do służby | wycofanie |
| USS „Essex” (CV-9)              | 04. 1941         | 07. 1942  | 12. 1942          | 06.1969   |
| USS „Yorktown” (CV-10)          | 12. 1941         | 01. 1943  | 04. 1943          | 06.1970   |
| USS „Intrepid” (CV-11)          | 12. 1941         | 04. 1943  | 08. 1943          | 03.1974   |
| USS „Hornet” (CV-12)            | 08. 1942         | 08. 1943  | 11. 1943          | 06.1970   |
| USS „Franklin” (CV-13)          | 12. 1942         | 10. 1943  | 01. 1944          | 02.1947   |
| USS „Lexington” (CV-16)         | 07. 1941         | 09. 1942  | 02. 1943.         | 11.1991   |
| USS „Bunker Hill” (CV-17)       | 08. 1941         | 12. 1942  | 05. 1943.         | 01.1947   |
| USS „Wasp” (CV-18)              | 03. 1942         | 08. 1943  | 11. 1943          | 07.1972   |
| USS „Bennington” (CV-20)        | 12. 1942         | 02. 1944  | 08. 1944          | 01.1970   |
| USS „Bon Homme Richard” (CV-31) | 02. 1943         | 04. 1944  | 11. 1944          | 07.1971   |
| USS „Oriskany” (CV-34)          | 05. 1944         | 10. 1945  | 09. 1950.         | 09.1976   |
| podtyp Ticonderoga              | położenie stępki | wodowanie | oddanie do służby | wycofanie |
| USS „Ticonderoga” (CV-14)       | 02. 1943         | 02. 1944  | 05. 1944          | 09. 1973  |
| USS „Randolph” (CV-15)          | 12. 1941         | 01. 1943  | 04. 1943          | 02. 1969  |
| USS „Hancock” (CV-19)           | 01. 1943         | 01. 1944  | 04. 1944          | 01. 1976  |
| USS „Boxer” (CV-21)             | 08. 1943         | 12. 1944  | 04. 1945          | 12. 1969  |
| USS „Leyte” (CV-32)             | 02. 1944         | 08. 1945  | 04. 1946          | 05. 1959  |
| USS „Kearsarge” (CV-33)         | 03. 1944         | 05. 1945  | 03. 1946          | 02. 1970  |
| USS „Antietam” (CV-36)          | 03. 1943         | 08. 1944  | 01. 1945          | 05. 1963  |
| USS „Princeton” (CV-37)         | 08. 1943         | 07. 1945  | 11. 1945          | 01. 1970  |
| USS „Shangri-La” (CV-38)        | 01. 1943         | 02. 1944  | 08. 1944          | 07. 1971  |
| USS „Lake Champlain” (CV-39)    | 03. 1943         | 11. 1945  | 06. 1945          | 05. 1966  |
| USS „Tarawa” (CV-40)            | 03. 1944         | 05. 1945  | 12. 1945          | 06. 1967  |
| USS „Valley Forge” (CV-45)      | 08. 1944         | 11. 1945  | 11. 1946          | 01. 1970  |
| USS „Philippine Sea” (CV-47)    | 08. 1944         | 08. 1945  | 05. 1946          | 12. 1958  |

## Dane techniczne
Typ Essex podczas II wojny światowej:
- Wyporność: 27.100 t
- Długość: 266 m
- Szerokość kadłuba: 28,4 m (typ „Essex”) lub 29 m (typ „Ticonderaroga”)
- Szerokość maksymalna: 45 m (pierwotnie: 31 m)
- Zanurzenie: 8,8 m
- Prędkość: 33 węzły
- Załoga: 3448

Uzbrojenie:
- 12 dział uniwersalnych 127 mm w wieżach dwudziałowych,
- działka przeciwlotnicze: 68 działek 40 mm (17 x IV) i 65 działek 20 mm (65 x I)
- Liczba samolotów: 80-100, przykładowo
  - 36 myśliwców F6F Hellcat (lub F4U Corsair od listopada 1944),
  - 36 bombowców nurkujących SB2C Helldiver,
  - 18 samolotów torpedowych TBF Avenger